# Resultados do Carnaval de Niterói em 2011
Resultados do Carnaval de Niterói em 2011.

## Niterói

### Grupo Especial
| Posição | Escolas                         | Ref.  | Classificação ou rebaixamento |
| ------- | ------------------------------- | ----- | ----------------------------- |
| 1       | Sabiá                           | [ 1 ] | Campeã do Carnaval 2011       |
| 2       | Folia do Viradouro              | [ 1 ] |                               |
| 3       | Inocentes de Maricá             | [ 1 ] |                               |
| 4       | Mocidade Independente do Boaçu  | [ 1 ] |                               |
| 5       | Grupo dos Quinze                | [ 1 ] |                               |
| 6       | Mocidade Independente de Icaraí | [ 1 ] |                               |
| 7       | Souza Soares                    | [ 1 ] | Desce para o Acesso 2012      |

### Grupo 2
| Posição | Escolas             | Ref.  | Classificação ou rebaixamento    |
| ------- | ------------------- | ----- | -------------------------------- |
| 1       | Cacique da São José | [ 1 ] | Sobe para o Especial 2012        |
| 2       | Região Oceânica     | [ 1 ] |                                  |
| 3       | União da Engenhoca  | [ 1 ] |                                  |
| 4       | Sacramento          | [ 1 ] |                                  |
| 5       | Tá Mole Mas é Meu   | [ 1 ] |                                  |
| 6       | Bem Amado           | [ 1 ] |                                  |
| 7       | Garra de Ouro       | [ 1 ] |                                  |
| 8       | Bafo do Tigre       | [ 1 ] |                                  |
| 9       | Balanço do Fonseca  | [ 1 ] | Desce para o Grupo 1-Blocos 2012 |
| 10      | Piratininga         | [ 1 ] | Desce para o Grupo 1-Blocos 2012 |

### Grupo 1- Blocos
| Posição | Escolas        | Ref.  | Classificação ou rebaixamento    |
| ------- | -------------- | ----- | -------------------------------- |
| 1       | Araribloco     | [ 1 ] | Sobe para o Grupo 2 2012         |
| 2       | Magbloco       | [ 1 ] |                                  |
| 2       | Banda Batistão | [ 1 ] |                                  |
| 4       | Ferimento Leve | [ 1 ] | Desce para o Grupo 2-Blocos 2012 |
| 4       | Grilo da Fonte | [ 1 ] | Desce para o Grupo 2-Blocos 2012 |

### Grupo 2-Blocos
| Posição | Escolas                      | Ref.  | Classificação ou rebaixamento       |
| ------- | ---------------------------- | ----- | ----------------------------------- |
| 1       | Galo de Ouro                 | [ 1 ] | Sobem para o Grupo 2-Blocos 2012    |
| 2       | Unidos do Castro             | [ 1 ] | Sobem para o Grupo 2-Blocos 2012    |
| 3       | Fora de Casa                 | [ 1 ] |                                     |
| 4       | Tá Rindo Por que?            | [ 1 ] |                                     |
| 5       | Se não Aguenta Por que Veio? | [ 1 ] |                                     |
| 6       | Comunidade Verde e Branca    | [ 1 ] | Desce para os Blocos de embalo 2012 |
| 7       | Unidos de Jurujuba           | [ 1 ] | Desce para os Blocos de embalo 2012 |